# Gira salvadoreña de Negu Gorriak y Banda Bassotti
En marzo de 1994, los grupos Negu Gorriak (con el nombre de NG Brigada) y Banda Bassotti realizaron una gira por El Salvador de apoyo al FMLN en las elecciones de ese año.

## Fechas, ciudades y grupos con los que tocaron
| Día         | Lugar        | Ciudad                    | País        | Notas |
| 11 de marzo | Plaza Cívica | San Salvador              | El Salvador | Tocaron ante 20.000 personas.                                                                            |
| 11 de marzo |              | San Espino                | El Salvador | Tocaron con Prueba de Sonido, Cuarto Creciente, Cuenta Represia, Adrenalina, Bronco y la Banda Bassotti. |
| 12 de marzo |              | San Miguel de la Frontera | El Salvador | Tocaron con El Grupo Latinoamericano y la Banda Bassotti.                                                |
| 14 de marzo |              | Usulután                  | El Salvador | Tocaron con Los Torogoces y la Banda Bassotti.                                                           |
| 17 de marzo | Malibú       | San Salvador              | El Salvador | |